# Sault Sainte Marie International Bridge
Sault Sainte Marie International Bridge är en vägbro som förbinder tvillingstäderna 
Sault Sainte Marie i delstaten Michigan i USA med  Sault Sainte Marie i delstaten Ontario i Kanada. Den 4,5 kilometer långa bron går över floden Saint Marys River, slussarna och kanalen Sault Ste. Marie Canal. Bron har ett dubbelt spann på den amerikanska sidan och ett enkelt spann på den kanadensiska sidan. Mellan dem går trafiken på en betongbro över ön Whitefish Island. Byggkostnaden var $20 miljoner USD.

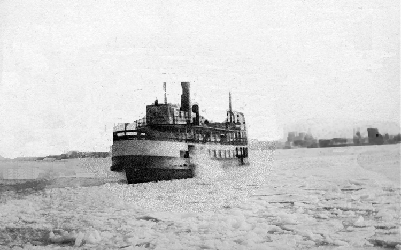
Färja på Saint Marys River

Tvillingstäderna växte på 1800-talet och USA öppnade en gränskontroll här år 1843. Från år 1865 gick färjor i regelbunden trafik över floden med gränskontroll i  färjeterminalerna. Färjetrafiken stoppade abrupt när bron var färdig år 1962.